# Ранковце (Кошице-околина)
Ранковце (слч. Rankovce) насељено је мјесто са административним статусом сеоске општине (слч. obec) у округу Кошице-околина, у Кошичком крају, Словачка Република.

## Становништво
| Година:    | 1994. | 2004.    | 2014.    | 2024.    |
| ---------- | ----- | -------- | -------- | -------- |
| Број људи: | 491   | 599      | 791      | 1070     |
| Разлика:   |       | +21,99 % | +32,05 % | +35,27 % |

| Година:    | 2023. | 2024.   |
| ---------- | ----- | ------- |
| Број људи: | 1043  | 1070    |
| Разлика:   |       | +2,58 % |

Према подацима о броју становника из 2011. године насеље је имало 722 становника.